# Žan Papič
Žan Papič, slovenski stand-up komik, voditelj, pisatelj in igralec, * 30. januar 1992.

## Delo
S komedijo se je začel ukvarjati ob koncu osnovne šole. Prvi stand-up je izvedel v prostorih mladinskega centra MC Podlaga v Sežani. Skozi leta se je poleg komedije, začel ukvarjati tudi z gledališčem. Sodeloval je pri predstavah Shoes v glavo (soavtor in igralec) ter Koronske zdrahe (igralec).
Kot voditelj je sovodil arhitekturno oddajo Ambienti (3 sezone) ter vodil kviza Izberi ali poberi (2017) ter Družinski dvoboj (2022).
Z Gašperjem Bergantom ustvarja podkast Fejmiči (2020–danes).